# 고세쓰엔

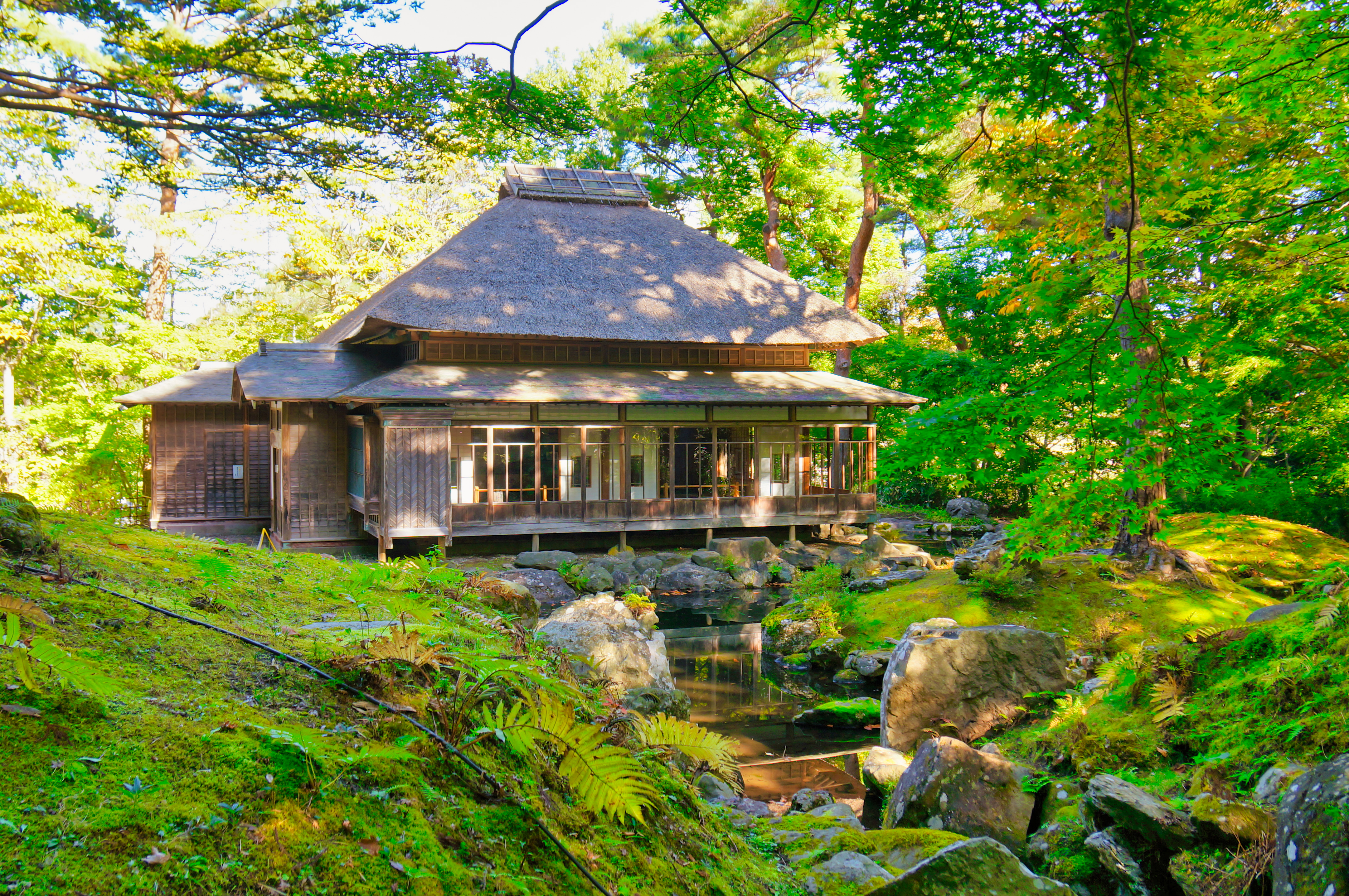
고세쓰엔

고세쓰엔(香雪園)은 일본 홋카이도 하코다테시에 있는 정원이다. 미하라시 공원 내에 있다. 2001년 고세쓰엔은 국가 명승으로 지정되어, 홋카이도 내에서 유일한 국가 지정 문화재정원이 되었다.